# Zwerg-Araucana
Das Zwerg-Araucana ist eine Zwerghuhnrasse.

## Herkunft
In den USA sollen angeblich um 1975 Zwerg-Araucana erzüchtet worden sein, die 1984 in den dortigen Standard aufgenommen wurden.

## Rassengeschichte
In Deutschland erzielte W. Pröbsting/St. Augustin Ende des vorigen Jahrhunderts die Kleinausgabe der Araucana-Rasse.

## Beschreibung

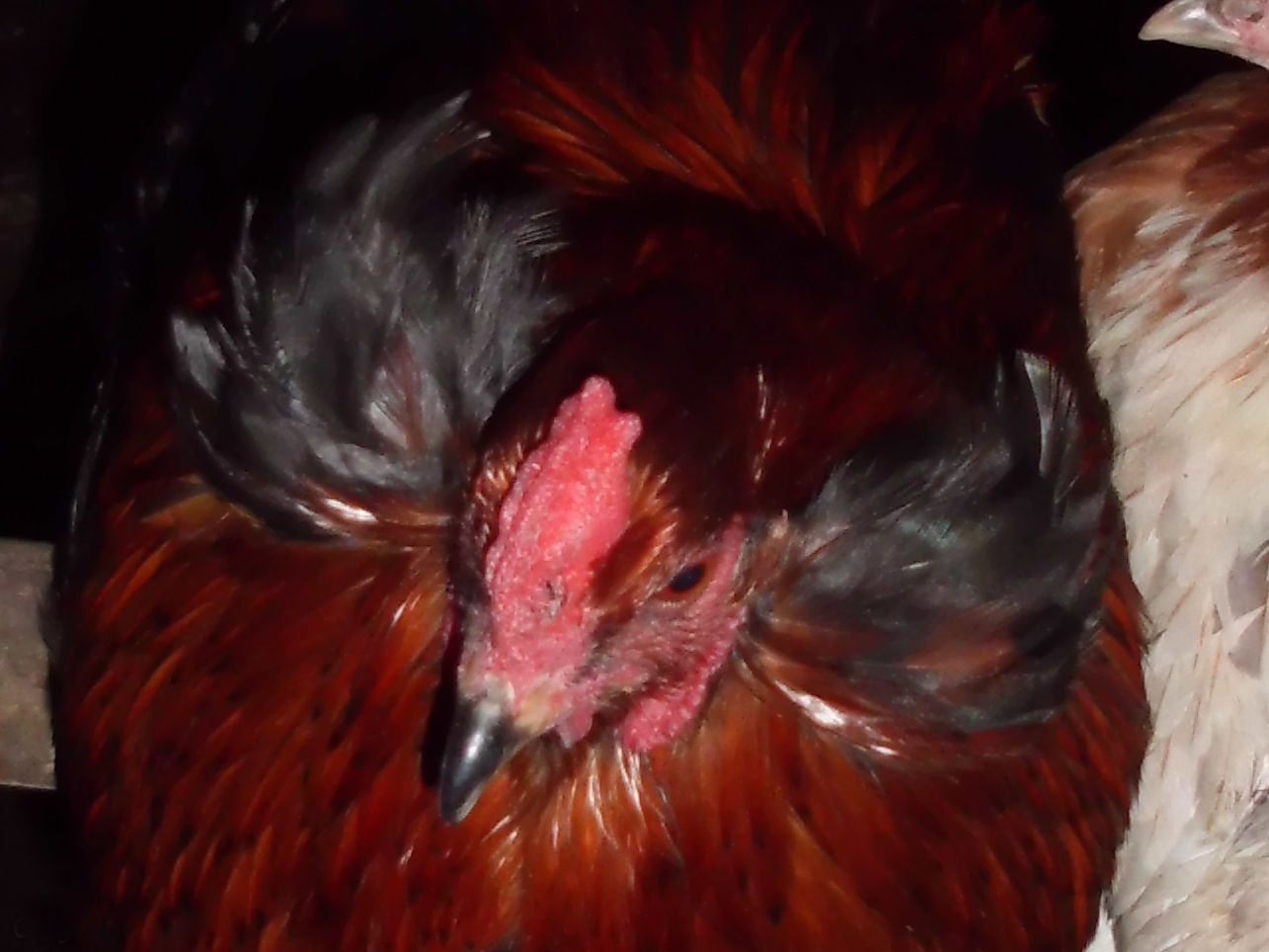
Zwerg-Araucana-Hahn goldhalsig mit Backenbart

### Form und Kopf
Mit Ausnahme der Größe entspricht das Zwerg-Araucana seiner Großform, dem Araucanahuhn. Der Rumpf in aufgerichteter Haltung ist allseits gut gerundet. Dazu tragen die breiten Schultern und der mäßig lange Rücken bei. Der Hinterkörper ohne Schwanzgefieder ist allerdings beim Hahn durch volles und dichtes Sattelgefieder recht breit. Die Vorderseite zeigt die breite, leicht vorgewölbte Brust. Die Bauchregion ist, besonders bei der legenden Henne, gut entwickelt. Der Stand ist übermittel hoch durch die kräftigen Schenkel und die fein-knochigen Läufe. Die Flügel dürfen den Körper nicht überragen. Unregelmäßiger Erbsenkamm, rote Ohrlappen. 
Drei Formen der Kopfbefiederung: 
a) Federquasten (Tuffs, Bommeln) am seitlichen Kopf,
b) ausgeprägter Backenbart ohne Quasten,
c) mit Federquaste und Bart.
Rote bis orangefarbene Augen.

### Farbschläge
- Wildfarben
- Goldhalsig
- Schwarz-rot
- Gold-weizenfarbig
- Schwarz
- Blau
- Blau gesäumt
- Weiß
- Gesperbert
- Blau-wildfarbig

## Daten

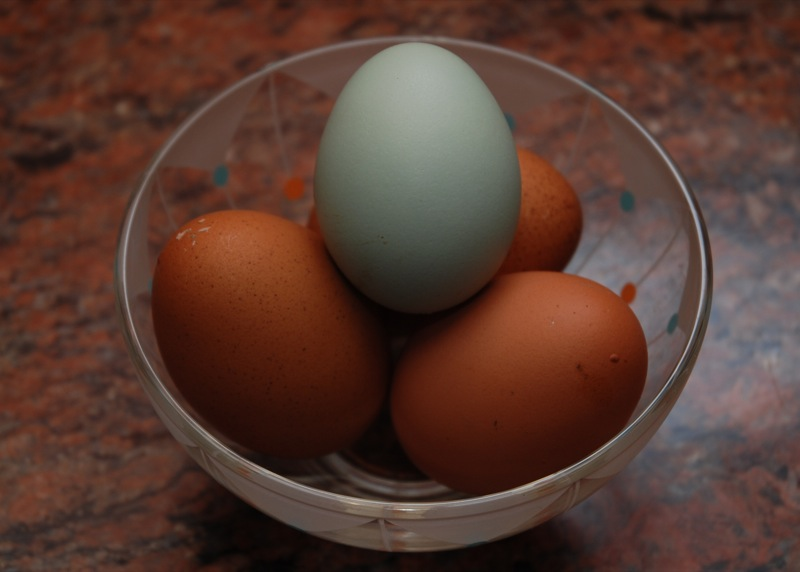
Zwerg-Araucana-Ei 32 g

Die Rasse legt türkisfarbene Eier.
|                  | Hahn    | Henne   |
| Gewicht          | 0,85 kg | 0,75 kg |
| ---------------- | ------- | ------- |
| Ringgröße        | 13      | 11      |
| Eigewicht        |         | 32 g    |
| Eierschalenfarbe |         | Türkis  |
| Legeleistung     |         | 120     |